# タンナーゼ
タンナーゼ(Tannase、EC 3.1.1.20)は、以下の化学反応を触媒する酵素である。
二没食子酸 + H2O {\displaystyle \rightleftharpoons } 2 没食子酸
従って、基質は二没食子酸と水で、生成物は没食子酸である。
この酵素は、加水分解酵素に分類され、特にカルボキシルエステル結合に作用する。構造名は、タンニンアシルヒドロラーゼ(tannin acylhydrolase)である。
二没食子酸の2つの芳香環の中央のエステル結合を加水分解するだけではなく、2つの芳香環のうちの1つの末端に結合するエステル官能基を加水分解するエステラーゼ活性も持つ。
タンナーゼは、ガロタンニンの分解で主要な役割を果たす。ルーメン細菌を含む広範な微生物が持つ。